# Undying (canção de The Gazette)
"Undying" é o vigésimo terceiro single da banda japonesa de rock The Gazette, lançado em 27 de abril de 2016 em duas edições. No Japão, foi lançado pela Sony Music e nos outros países pela JPU Records. Não foi incluído em nenhum álbum, mas é fortemente relacionado ao álbum Dogma.

## Promoção e lançamento
"Undying" foi anunciado no início de dezembro de 2015 como o sexto movimento do projeto Dark Age, sem muitos detalhes. Em 26 de fevereiro anunciaram os detalhes completos: seria lançado em uma edição limitada uma regular, como de costume da banda. Além disso, foi divulgado que quem reservasse a compra do single no show de 28 de fevereiro no Estádio Nacional Yoyogi receberia um pôster bônus. A música foi tocada pela primeira vez neste show. Em 8 de abril, o programa de rádio do The Gazette na estação InterFM897 divulgou que a canção seria tocada em 15 de abril na estação. No dia 22 do mesmo mês, a banda publicou um vídeo mostrando todas as canções do single e uma parte do videoclipe de "Undying".
"Undying" foi lançado em 27 de abril de 2016 e a edição limitada contou com duas faixas no CD, "Undying" e "Malum" e um DVD com o videoclipe da faixa título e seu making-of. Já a edição regular contou com as duas canções e uma bônus, "Vacant".
Juntamente com o lançamento do single, The Gazette colaborou com as marcas Village Vanguard 27 e Gekirock Clothing lançando roupas e acessórios.

## Produção e temas
O lançamento de "Undying" já foi decidido desde a estreia do álbum Dogma, segundo o baterista Kai em entrevista ao site Natalie. A gravação, com exceção dos vocais, foi realizada em novembro, um período em que a banda esteve livre. Kai contou que a ideia do single era expandir o mundo de Dogma. Em relação ao título da canção (imortal em português), o vocalista Ruki contou que significa que "os desafios que surgem em nosso caminho nunca terão fim, eles são imortais".
Sobre "Malum", Ruki disse que se inspirou no filme Ang-ma-reul bo-at-da para escrever a letra. O guitarrista Uruha comentou que não havia intenção de inclui-la em Dogma. O tema desta canção e do álbum como um todo é "ódio profundo", segundo o baixista Reita.
"Undying" finaliza a trilogia de lançamentos com o álbum Dogma e o single "Ugly", primeiro e terceiro movimentos do Dark Age, e suas capas se completam.

## Recepção
"Undying" alcançou a décima posição na Oricon Singles Chart e permaneceu na parada por quatro semanas.
Ficou em 1° lugar na parada de metal iTunes na Bulgária, Reino Unido, Itália, Finlândia e Suécia. No Cazaquistão, ficou em primeiro na parada de rock do iTunes. No iTunes J-Pop Music Chart, o single alcançou o topo na Tailândia, Singapura e Malásia. Por fim, no iTunes World Music Chart, ficaram em terceiro lugar nos Estados Unidos e chegaram ao top 3 em mais 18 países e ao top 10 em 25.
A canção ficou em 1° lugar em uma enquete das melhores músicas do The Gazette feita pelo website JRock News. Ryo de Girugamesh publicou um cover da música em seu canal do YouTube.

## Faixas
Todas as letras escritas por Ruki.
Edição limitada
| Disco um (CD) |           |         |  |
| N.º           | Título    | Duração |  |
| 1.            | "Undying" | 5:09    |  |
| 2.            | "Malum"   | 3:28    |  |

| Disco dois (DVD) |                          |         |  |
| N.º              | Título                   | Duração |  |
| 1.               | "[UNDYING] MUSIC VIDEO"  |         |  |
| 2.               | "MAKING OF [UNDYING] MV" |         |  |

Edição regular
| N.º            | Título         | Duração |  |
| 1.             | "Undying"      | 5:09    |  |
| 2.             | "Malum"        | 3:28    |  |
| 3.             | "Vacant"       | 4:33    |  |
| Duração total: | Duração total: | 13:10   |  |

## Ficha técnica
- Ruki – vocais
- Uruha – guitarra solo
- Aoi – guitarra rítmica
- Reita – baixo
- Kai – bateria